# José Marañón Gómez-Acebo
José Marañón Gómez-Acebo (Santander, 25 de enero de 1850 - Madrid, 18 de julio de 1900) fue un arquitecto español del siglo XIX, activo en Madrid. Era tío del doctor Gregorio Marañón.

## Biografía

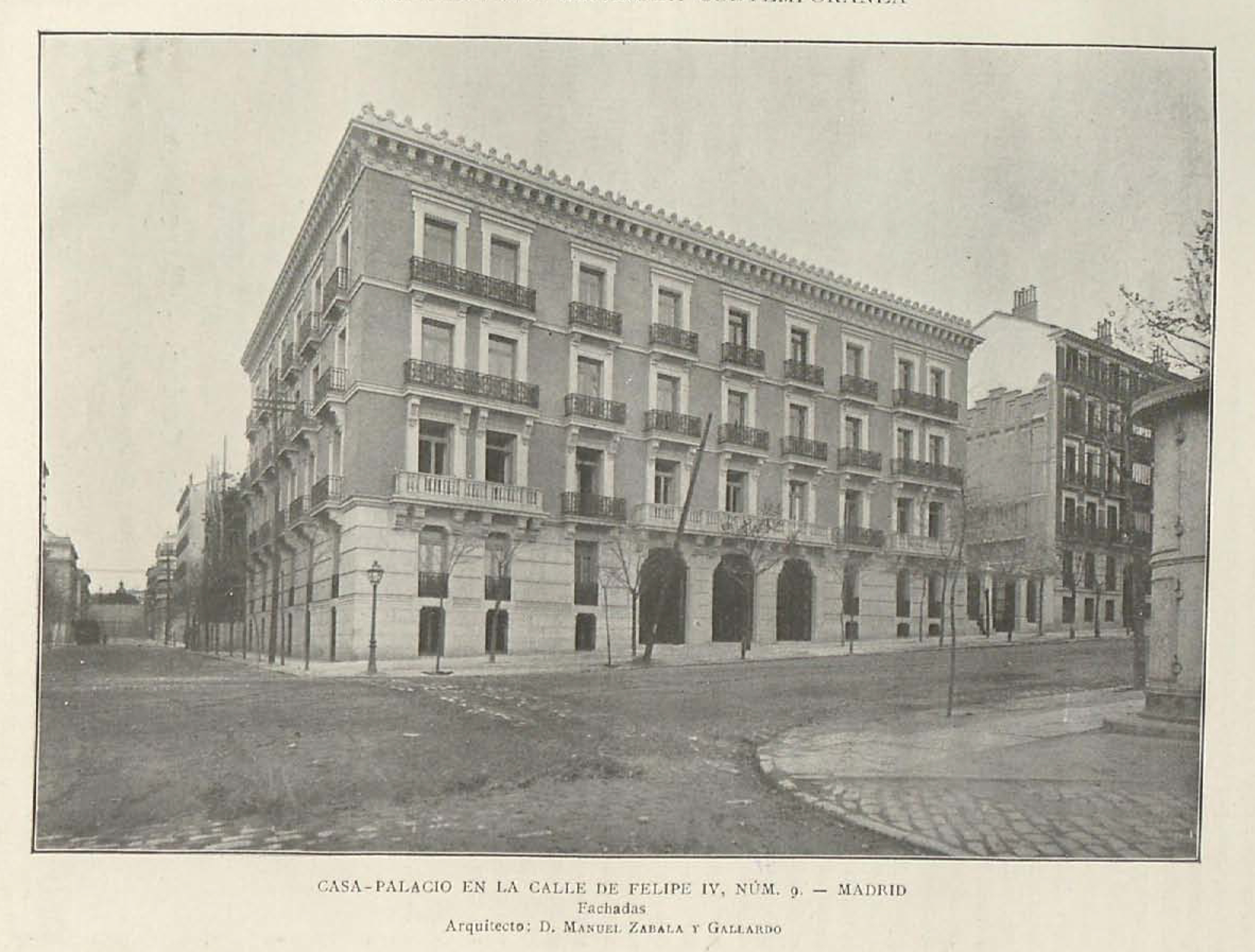
Casa para marquesa de Bellamar

Titulado en 1875, fue responsable de proyectar numerosas viviendas particulares en Madrid.
Entre sus obras se encontraron inmuebles como las viviendas para Peñalver en la plaza de Alonso Martínez y en la calle de Olózaga; la del senador Manuel González Longoria en la calle de Cedaceros; unas construidas en la calle de las Fuentes para Eloisa Arenzana, una en el número 36 de la calle Mayor, otra situada en la red de San Luis, una para el banquero Sáinz en la calle de Alcalá, unas viviendas para Andrés Gutiérrez en la calle de Alfonso XII, o una casa-palacio en la calle de Felipe IV para la marquesa viuda de Bellamar, proyecto con el que sin embargo le sorprendería la muerte y que completó Manuel Zabala, entre otras.
Fue también autor del convento de las monjas de la Concepción Jerónima, en la calle de Lista, y de un hospital para enfermedades infecciosas en el barrio de Bellas Vistas, denominado en la actualidad Hospital Central de la Cruz Roja San José y Santa Adela.

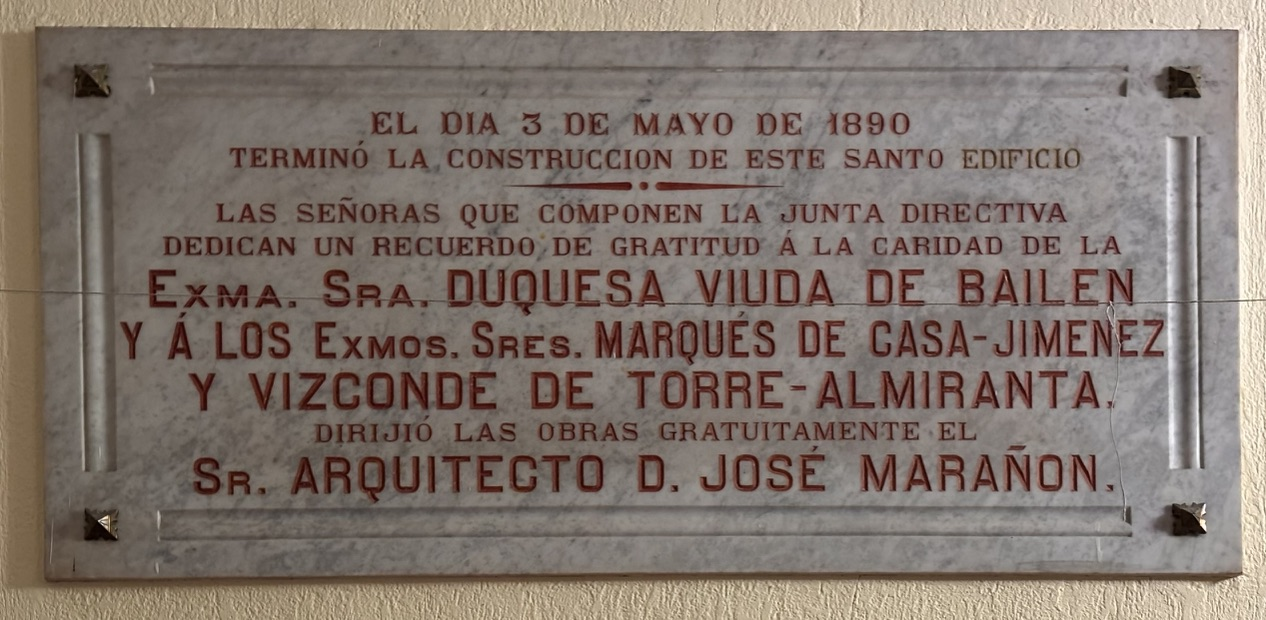
Placa conmemorativa situada en el Colegio Santa Cruz

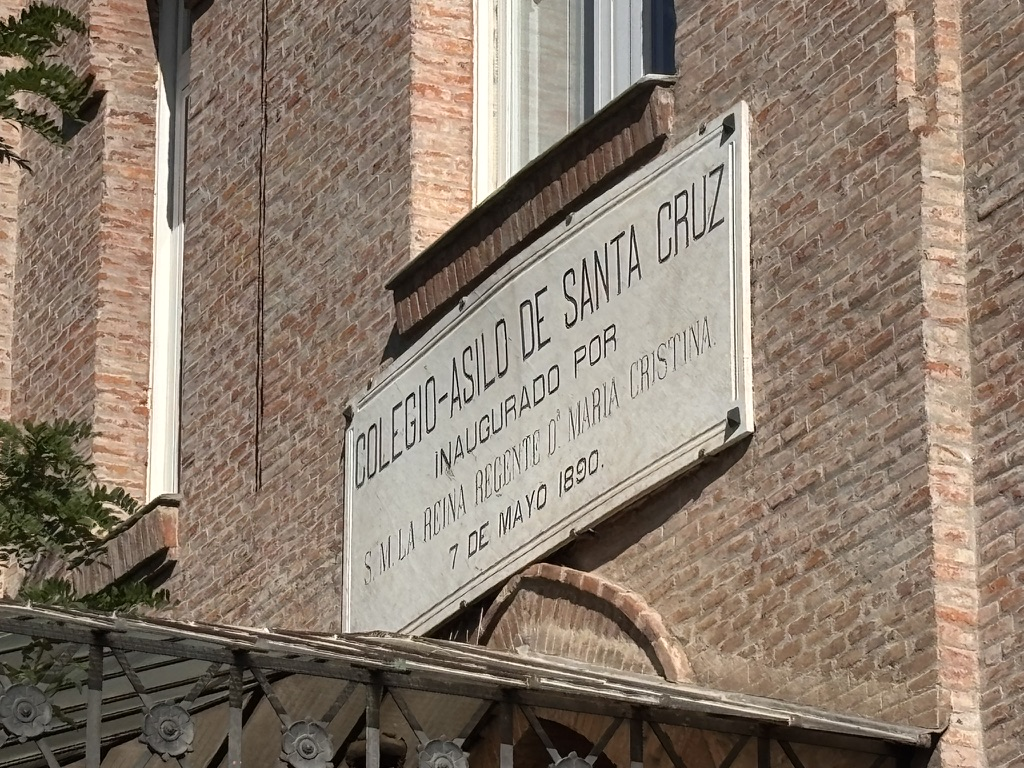
Placa conmemorativa inauguración Colegio Santa Cruz

Dirigió gratuitamente las obras del Colegio-Asilo de Santa Cruz (actual colegio de La Milagrosa), en el barrio de Carabanchel, terminando su construcción el 3 de mayo de 1890. El 7 de mayo de ese mismo año, fue inaugurado por S.M. la reina regente Dª María Cristina y dirigido hasta la actualidad por la congregación de las Hijas de la Caridad.
Falleció en 1900.